# 64
Il 64 (LXIV in numeri romani) è un anno bisestile del I secolo.

## Eventi

### Impero romano
- 18 luglio - Grande incendio di Roma: scoppia un fuoco nella zona commerciale popolare della Suburra in Roma, che presto si estende in modo incontrollabile ad altri quartieri della città. Storici cristiani affermano che l'imperatore Nerone, fautore di questo complotto, ed ispirato dall'evento, contemplando l'incendio da un colle lontano, abbia suonato la lira e declamato languidi versi, mentre quasi metà della città veniva distrutta dalle fiamme. Ufficialmente vennero incolpati i cristiani, e puniti con la pena capitale nei giochi gladiatori e circensi al Circo Massimo (Il Colosseo non esisteva ancora in quell'epoca, ma venne iniziato pochi decenni dopo, dall'imperatore Tito).
- Nerone propone ed inizia un nuovo assetto urbano, con un nuovo piano regolatore per Roma, che prevede edifici porticati, strade più larghe, creazione di piazze e di spazi aperti.
- La città francese di Lione invia una grande somma di denaro a Roma, come aiuto nella ricostruzione.
- La regione costiera della Fenicia (odierno Libano) diventa parte della provincia di Siria.
- Gneo Domizio Corbulone, dopo alterne vicende nella guerra contro i Parti, stipula un accordo di protettorato benevolmente accolto dal re Tiridate I, il quale prende il posto di Tigrane IV.
- Ricorre il 300º anniversario della prima chiusura delle porte del tempio di Giano e Nerone, sia per far dimenticare la devastazione dell'incendio che per emulare l'indimenticato Alessandro Magno, si fregiò del titolo di IMPERATORE (PACATOR) portatore di pace universale ecumenica in tutto l'impero con la realizzazione di sontuosi festeggiamenti. Invitò a Roma il nuovo re dei Parti Tiridate I.

### Asia
- Tradizionalmente, viene considerato l'anno di introduzione del Buddhismo in Cina.
- L'Impero Kushan saccheggia la località di Taxila (nell'odierno Pakistan).

### Religione
- Data ultima per la fine della stesura della Prima epistola di San Pietro.

### Arte e scienza
- Seneca proclama l'uguaglianza di tutti gli uomini, includendo gli schiavi.

## Nati
- 13 settembre - Giulia, principessa romana († 90)

## Morti
- 4 giugno - Clateo, vescovo romano
- Decimo Giunio Silano Torquato, politico e militare romano (n. 16)

## Calendario
| Calendario 64 | Calendario 64 | Calendario 64 | Calendario 64 | Calendario 64 | Calendario 64 | Calendario 64 | Calendario 64 | Calendario 64 | Calendario 64 | Calendario 64 | Calendario 64 | Calendario 64 | Calendario 64 | Calendario 64 | Calendario 64 | Calendario 64 | Calendario 64 | Calendario 64 | Calendario 64 | Calendario 64 | Calendario 64 | Calendario 64 | Calendario 64 | Calendario 64 | Calendario 64 | Calendario 64 | Calendario 64 | Calendario 64 | Calendario 64 | Calendario 64 | Calendario 64 | Calendario 64 |
| ------------- | ------------- | ------------- | ------------- | ------------- | ------------- | ------------- | ------------- | ------------- | ------------- | ------------- | ------------- | ------------- | ------------- | ------------- | ------------- | ------------- | ------------- | ------------- | ------------- | ------------- | ------------- | ------------- | ------------- | ------------- | ------------- | ------------- | ------------- | ------------- | ------------- | ------------- | ------------- | ------------- |
|               | 1             | 2             | 3             | 4             | 5             | 6             | 7             | 8             | 9             | 10            | 11            | 12            | 13            | 14            | 15            | 16            | 17            | 18            | 19            | 20            | 21            | 22            | 23            | 24            | 25            | 26            | 27            | 28            | 29            | 30            | 31            |               |
| Gennaio       | Do            | Lu            | Ma            | Me            | Gi            | Ve            | Sa            | Do            | Lu            | Ma            | Me            | Gi            | Ve            | Sa            | Do            | Lu            | Ma            | Me            | Gi            | Ve            | Sa            | Do            | Lu            | Ma            | Me            | Gi            | Ve            | Sa            | Do            | Lu            | Ma            |               |
| Febbraio      | Me            | Gi            | Ve            | Sa            | Do            | Lu            | Ma            | Me            | Gi            | Ve            | Sa            | Do            | Lu            | Ma            | Me            | Gi            | Ve            | Sa            | Do            | Lu            | Ma            | Me            | Gi            | Ve            | Sa            | Do            | Lu            | Ma            | Me            |               |               |               |
| Marzo         | Gi            | Ve            | Sa            | Do            | Lu            | Ma            | Me            | Gi            | Ve            | Sa            | Do            | Lu            | Ma            | Me            | Gi            | Ve            | Sa            | Do            | Lu            | Ma            | Me            | Gi            | Ve            | Sa            | Do            | Lu            | Ma            | Me            | Gi            | Ve            | Sa            |               |
| Aprile        | Do            | Lu            | Ma            | Me            | Gi            | Ve            | Sa            | Do            | Lu            | Ma            | Me            | Gi            | Ve            | Sa            | Do            | Lu            | Ma            | Me            | Gi            | Ve            | Sa            | Do            | Lu            | Ma            | Me            | Gi            | Ve            | Sa            | Do            | Lu            |               |               |
| Maggio        | Ma            | Me            | Gi            | Ve            | Sa            | Do            | Lu            | Ma            | Me            | Gi            | Ve            | Sa            | Do            | Lu            | Ma            | Me            | Gi            | Ve            | Sa            | Do            | Lu            | Ma            | Me            | Gi            | Ve            | Sa            | Do            | Lu            | Ma            | Me            | Gi            |               |
| Giugno        | Ve            | Sa            | Do            | Lu            | Ma            | Me            | Gi            | Ve            | Sa            | Do            | Lu            | Ma            | Me            | Gi            | Ve            | Sa            | Do            | Lu            | Ma            | Me            | Gi            | Ve            | Sa            | Do            | Lu            | Ma            | Me            | Gi            | Ve            | Sa            |               |               |
| Luglio        | Do            | Lu            | Ma            | Me            | Gi            | Ve            | Sa            | Do            | Lu            | Ma            | Me            | Gi            | Ve            | Sa            | Do            | Lu            | Ma            | Me            | Gi            | Ve            | Sa            | Do            | Lu            | Ma            | Me            | Gi            | Ve            | Sa            | Do            | Lu            | Ma            |               |
| Agosto        | Me            | Gi            | Ve            | Sa            | Do            | Lu            | Ma            | Me            | Gi            | Ve            | Sa            | Do            | Lu            | Ma            | Me            | Gi            | Ve            | Sa            | Do            | Lu            | Ma            | Me            | Gi            | Ve            | Sa            | Do            | Lu            | Ma            | Me            | Gi            | Ve            |               |
| Settembre     | Sa            | Do            | Lu            | Ma            | Me            | Gi            | Ve            | Sa            | Do            | Lu            | Ma            | Me            | Gi            | Ve            | Sa            | Do            | Lu            | Ma            | Me            | Gi            | Ve            | Sa            | Do            | Lu            | Ma            | Me            | Gi            | Ve            | Sa            | Do            |               |               |
| Ottobre       | Lu            | Ma            | Me            | Gi            | Ve            | Sa            | Do            | Lu            | Ma            | Me            | Gi            | Ve            | Sa            | Do            | Lu            | Ma            | Me            | Gi            | Ve            | Sa            | Do            | Lu            | Ma            | Me            | Gi            | Ve            | Sa            | Do            | Lu            | Ma            | Me            |               |
| Novembre      | Gi            | Ve            | Sa            | Do            | Lu            | Ma            | Me            | Gi            | Ve            | Sa            | Do            | Lu            | Ma            | Me            | Gi            | Ve            | Sa            | Do            | Lu            | Ma            | Me            | Gi            | Ve            | Sa            | Do            | Lu            | Ma            | Me            | Gi            | Ve            |               |               |
| Dicembre      | Sa            | Do            | Lu            | Ma            | Me            | Gi            | Ve            | Sa            | Do            | Lu            | Ma            | Me            | Gi            | Ve            | Sa            | Do            | Lu            | Ma            | Me            | Gi            | Ve            | Sa            | Do            | Lu            | Ma            | Me            | Gi            | Ve            | Sa            | Do            | Lu            |               |